# Jan Svěrák
Jan Svěrák (pronunție în cehă [ˈjan ˈsvjɛraːk]) (n. 6 februarie 1965, Žatec⁠(d), Republica Socialistă Cehă, Cehoslovacia) este un regizor de film ceh,  actor, producător de film și scenarist. Este fiul scenaristului și al actorului Zdeněk Svěrák. A studiat filmul documentar la FAMU (Filmová a televizní fakulta Akademie múzických umění v Praze). Jan Svěrák este unul dintre cei mai de succes producători de film din Cehia după Revoluția de Catifea din 1989. El și filmele sale au primit premii, printre care premiul Oscar, Globul de Cristal, Globul de Aur și Marele Premiu de la Tokyo. A primit de trei ori premiul Leul Ceh pentru cel mai bun regizor, în anii 1996, 2001 și 2007.
Împreună cu  Jiří Menzel, Ján Kadár și Elmar Klos este unul dintre singurii câștigători ai premiului Oscar pentru cel mai bun film străin acordat cinematografiei cehe.

## Biografie și carieră
Jan Svěrák s-a născut la 6 februarie 1965 la Žatec, în familia unui celebru scenarist și actor, Zdeněk Svěrák. În perioada 1983-1988, a studiat filmul documentar la Facultatea de Film și Televiziune a Academiei de Artă Muzicală din Praga (FAMU). Locuiește la Praga.
Filmul său Obecná škola (Școala elementară) din  1991  a fost nominalizat la Premiile Oscar 1992 pentru cel mai bun film străin, iar filmul Kolja din 1996 a câștigat  Premiul Oscar pentru cel mai bun film străin în 1997.
După succesul de la premiile Oscar cu filmul Kolja în 1996, Jan Svěrák a avut mai multe oferte de la producătorii americani, dar le-a refuzat pe toate. El a planificat să realizeze un film în limba engleză, bazat pe romanul lui Saul Bellow, Henderson, King of the Rain, a scris un scenariu pentru acest film, dar filmările nu s-au finalizat din cauza lipsei de bani. În 2001 a realizat filmul Tmavomodrý svět (Dark Blue World) împreună cu producătorul de film britanic Eric Abraham, film care povestește despre escadrila de avioanele cehoslovace din Forțele Aeriene Regale Britanice (WWF) în timpul celui de-al doilea război mondial.
În 2006, a revenit la filmele care au ca temă societatea cehă contemporană, odată cu filmul Vratné lahve cu un scenariu al lui Zdeněk Svěrák. Patru ani mai târziu a experimentat cu filmul cu păpuși și de fantezie Kuky se vrací (2010), care a fost creat pe baza lucrărilor artistice ale sculptorului și pictorului ceh František Skála, care a refuzat totuși să participe la producția filmului.
A continuat să regizeze filme ca filmul fantastic scris de tatăl său, Tři bratři (Trei frați, 2014) sau Po strništi bos (2017), care este un prequel al filmului Școala elementară din 1991.

## Filmografie
| An   | Titlu original  | Titlu internațional   | Regizor | Scenarist | Note                                                                             |
| ---- | --------------- | --------------------- | ------- | --------- | -------------------------------------------------------------------------------- |
| 1988 | Ropáci          | Oilgobblers           | Da      | Da        | Premiul Studențesc pentru cel mai bun film studențesc                            |
| 1991 | Obecná škola    | The Elementary School | Da      | Nu        | Nominalizare la Premiile Oscar                                                   |
| 1994 | Jízda           | The Ride              | Da      | Da        | Premiul Globul de Cristal la Festivalul Internațional de Film de la Karlovy Vary |
| 1994 | Akumulátor 1    | Accumulator 1         | Da      | Da        |                                                                                  |
| 1996 | Kolja           | Kolya                 | Da      | Nu        | Premiul Oscar pentru cel mai bun film străin                                     |
| 2001 | Tmavomodrý svět | Dark Blue World       | Da      | Nu        |                                                                                  |
| 2004 | Tatínek         | Daddy                 | Da      | Nu        |                                                                                  |
| 2006 | Vratné lahve    | Empties               | Da      | Nu        |                                                                                  |
| 2010 | Kuky se vrací   | Kooky                 | Da      | Da        | [ 16 ]                                                                           |
| 2014 | Tři bratři      | Three Brothers        | Da      | Nu        | [ 5 ]                                                                            |
| 2017 | Po strništi bos | Barefoot              | Da      | Da        |                                                                                  |